# Hiroshi Satō (futbolista)
Hiroshi Satō (佐藤 浩 Satō Hiroshi?, nacido el 7 de marzo de 1972 en Kanagawa) es un exfutbolista japonés. Jugaba de guardameta y su último club fue el Yokohama F. Marinos de Japón.

## Trayectoria

### Clubes
| Club                 | País  | Año         |
| -------------------- | ----- | ----------- |
| Yokohama Flügels     | Japón | 1992 - 1998 |
| Sanfrecce Hiroshima  | Japón | 1999 - 2000 |
| Nagoya Grampus Eight | Japón | 1999        |
| Nagoya Grampus Eight | Japón | 2001        |
| Yokohama F. Marinos  | Japón | 2001 - 2004 |

## Palmarés

### Títulos nacionales
| Título             | Club                 | País  | Año  |
| ------------------ | -------------------- | ----- | ---- |
| Copa del Emperador | Yokohama Flügels     | Japón | 1993 |
| Copa del Emperador | Yokohama Flügels     | Japón | 1998 |
| Copa del Emperador | Nagoya Grampus Eight | Japón | 1999 |
| Copa J. League     | Yokohama F. Marinos  | Japón | 2001 |
| J1 League          | Yokohama F. Marinos  | Japón | 2003 |
| J1 League          | Yokohama F. Marinos  | Japón | 2004 |